# 1653 w literaturze
Wydarzenia literackie w 1653 roku.

## Zmarli
- Jacques de Serisay, poeta francuski